# Coriolis (Schiff, 2025)
Die Coriolis ist ein deutsches Forschungsschiff des Helmholtz-Zentrum Hereon und ersetzt die Ludwig Prandtl.

## Geschichte
Als erstes deutsche Forschungsschiff dieses Namens wurde die Coriolis 2022 als Nachfolgeneubau für die Ludwig Prandtl mit ungefähr gleicher Größe und besonders emissionsarmen Antrieb unter dem Namen Ludwig Prandtl II ausgeschrieben. Der Auftrag zum Bau des Schiffes, der vom Bund mit 13,5 Millionen Euro gefördert wurde, wurde im September 2022 an die Hitzler-Werft in Lauenburg vergeben.
Die Kiellegung fand am 23. März 2023, der Stapellauf am 31. August 2023 statt. Das Schiff wurde am 1. November 2022 getauft. Benannt ist das Schiff nach dem Mathematiker und Physiker Gaspard Gustave de Coriolis. Das wasserstoffgetriebene Schiff kann mithilfe von Brennstoffzellen und Metallhydrid-Speichertanks nahezu klimaneutral betrieben werden.